# 超音波式車両感知器
超音波式車両感知器（ちょうおんぱしきしゃりょうかんちき）とは、道路上に設置されその直下を通行する車両を超音波を用いて感知（検出）する為の機器である。

## 構成
感知器制御機、感知器本体、超音波送受器（接続ケーブルを含む）となっている。

## 感知原理
感知対象車線の中央、高さ5mから6mの範囲に超音波送受器を設置する。
送受器から短い周期の超音波を断続的に送信し、その反射波の戻ってくる時間差により、路面で反射をしたのか車両で反射したのかを判断し、車両を感知する。
ここで、音速は331.5 + 0.6t m/s （t は摂氏温度）であるので、仮に外気を20℃、送受器を5mの高さに設置したとすれば送信した29ms後に路面反射波を検出する。車高2mの車両が送受器の直下を通過あるいは停止した場合には、17ms後に車両反射波を検出する事になる。
このように、車両反射波と路面反射波では、超音波の往復に必要とされる時間が異なり、これにより車両の存在を感知する。

## 人体への影響
使用している超音波は直接鼓膜震動として聞こえることはないが、人体内で共振する部位がある場合に異音として知覚されたり、衝撃を与えることがある。このため感知器を横断歩道上からずらす、歩行者横断中は超音波の送信を停止するなどの処置が行われる。

## 信号機器としての感知器
- 初期は「W型超音波式車両感知器」や「N形超音波式車両感知器」、「車両感応部」などが用いられ、機種によっては下にいくとバチバチと音がするものもあり、感知精度は低かった。
- 現在は、感知精度が良い「ドップラ式車両感知器」「C『分離』形超音波式車両感知器」が用いられるようになった。
- 車両との連携などは光学式車両感知器が使用されている。